# Acrodectes philopagus
Acrodectes philopagus är en insektsart som beskrevs av Rehn, J.A.G. och Morgan Hebard 1920. Acrodectes philopagus ingår i släktet Acrodectes och familjen vårtbitare. Inga underarter finns listade i Catalogue of Life.